# Шевченково (Володарский район)
Шевченково (укр. Шевченкове) — село, входит в Володарский район Киевской области Украины.
Население по переписи 2001 года составляло 26 человек. Почтовый индекс — 09354. Телефонный код — 4569. Занимает площадь 0,566 км². Код КОАТУУ — 3221682402.

## Местный совет
09354, Київська обл., Володарський р-н, с.Зрайки, вул.Лісова,3а